# Балабин, Евгений Петрович
Евгений Петрович Балабин (1815, Санкт-Петербург — 1895, Каир) — католический священник, член ордена иезуитов, церковный деятель, музыковед. Видный деятель русского католичества XIX века.

## Биография
Родился 17 августа 1815 года в Санкт-Петербурге в семье генерала-лейтенанта П. И. Балабина. Мать Евгения, Варвара Осиповна Парис, бельгийка по происхождению, была высокообразована, увлекалась литературой. Её домашний кружок посещали многие видные литераторы столицы.
Евгений Балабин воспитывался, как и его брат Виктор в Благородном пансионе при Санкт-Петербургском университете. В пансионе впервые проявились музыкальные способности юноши. Был пажем цесаревича Александра (будущего Александра II). После окончания образования (1833) поступил на государственную службу.
В 1852 году во Франции перешёл в Католическую церковь. Отчасти этому способствовал переход в католичество и вступление в Общество Иисуса его близкого университетского друга Юлиана Астромова; 27 июня 1852 года поступил в иезуитский новициат. Результатом этого стало признание его в 1853 году виновным в «отпадении от православия» и лишение всех имущественных прав в России с запретом въезда в страну.
После окончания новициата вступил в Общество Иисуса. В 1854—1859 годах обучался в семинарии в Валь-пре-Ле-Пюи. С 1855 года был активным помощником князя И. С. Гагарина, участвовал в организации парижского Кирилло-Мефодиевского общества. В 1857 году был рукоположен в священники.
Был музыкальным руководителем и наставником нескольких семинарий и иезуитских колледжей, занимался исследованиями в области церковной музыки.
С 1888 года работал в Каирской коллегии Ордена иезуитов. Умер 30 января 1895 года в Каире.